# Karin Möbes
Karin Möbes (* 19. Februar 1968 in Grabs) ist eine ehemalige Schweizer Radrennfahrerin, Duathletin und Triathletin. Sie ist zweifache Weltmeisterin im Wintertriathlon (1998, 2000) und mehrfache Schweizer Meisterin.

## Werdegang
1998 wurde Karin Möbes Schweizermeisterin im Einzelzeitfahren.
In Les Menuires (FRA) wurde sie 1998 Weltmeisterin im Wintertriathlon und konnte diesen Erfolg im Jahr 2000 in Jaca (ESP) wiederholen.
2005 wurde sie Schweizer Meisterin im Wintertriathlon.

## Sportliche Erfolge
| Datum/Jahr    | Rang | Wettbewerb                                | Austragungsort | Zeit     | Bemerkung                          |
| ------------- | ---- | ----------------------------------------- | -------------- | -------- | ---------------------------------- |
| 2005          | 1    | Schweizer Meisterschaften Wintertriathlon | Schweiz        |          |                                    |
| 13. März 2004 | 3    | ITU Winter Triathlon World Championships  | Wildhaus       | 01:21:15 | Wintertriathlon-Weltmeisterschaft  |
| 2001          | 2    | ITU Winter Triathlon World Championships  | Lenzerheide    |          | Wintertriathlon-Vize-Weltmeisterin |
| 2000          | 1    | ITU Winter Triathlon World Championships  | Jaca           |          | Wintertriathlon-Weltmeisterin      |
| 1999          | 2    | ITU Winter Triathlon World Championships  | Bardonnèche    |          | Wintertriathlon-Vize-Weltmeisterin |
| 1998          | 1    | ITU Winter Triathlon World Championships  | Les Menuires   |          | Wintertriathlon-Weltmeisterin      |
| 1997          | 2    | ITU Winter Triathlon World Championships  | Mals           |          | Wintertriathlon-Vize-Weltmeisterin |

| Datum/Jahr | Rang | Wettbewerb                         | Austragungsort | Zeit | Bemerkung                   |
| ---------- | ---- | ---------------------------------- | -------------- | ---- | --------------------------- |
| 1996       | 1    | Schweizer Duathlon-Meisterschaften | Schweiz        |      | Schweizermeisterin Duathlon |
| 1992       | 1    | Schweizer Duathlon-Meisterschaften | Schweiz        |      | Schweizermeisterin Duathlon |

(DNF – Did Not Finish)